# Prisión Playa Negra
Playa Negra (también conocida como Black Beach) es el nombre que recibe una prisión que está ubicada en la isla de Bioko, en la ciudad capital de Guinea Ecuatorial, Malabo. Es una de las prisiones más notorias de África. 
Tiene una reputación de brutalidad sistemática y negligencia en el trato a los reclusos. Según algunas fuentes el tratamiento médico suele ser negado a los presos y las raciones de alimentos se dice que son escasas. También son comunes las torturas, las palizas y las violaciones, así como los juicios y ejecuciones sumarias, además de los trabajos forzados. Las visitas a los presos son cobradas.
El presidente de Guinea Ecuatorial, Teodoro Obiang Nguema, fue alcaide de la prisión de Playa Negra.

## Historia
La prisión fue construida en los años 40 durante la época del dominio colonial español, en un sector costero de Santa Isabel (actual Malabo)  muy próximo a una playa llamada Black Beach.  En un principio se encarcelaba aquí a delincuentes comunes, pero a partir de la independencia del país en 1968 y el establecimiento de la dictadura de Francisco Macías Nguema, muchos opositores políticos fueron encarcelados y asesinados en la prisión. Entre ellos destacan Bonifacio Ondó Edu y Edmundo Bossio. Inicialmente los métodos de ejecución y tortura utilizados en la prisión consistían en fusilamientos, el garrote vil, machetazos, electrocuciones o colgamientos. En años posteriores, los métodos de ejecución se tornaron progresivamente más brutales. Para 1978, el método de ejecución más común era azotar el cráneo del condenado con una barra de hierro hasta su muerte. Luego los demás presos eran obligados a limpiar la sangre, vómitos y restos de sesos, para luego ser el cadáver enterrado en una fosa común o trasladado a un hospital cercano donde se establecía que la muerte se había producido por causas naturales. Muchos presos se encontraban desnudos en sus celdas, donde debían hacer sus necesidades dejando un aroma putrefacto en el ambiente. A algunos presos se les daba la oportunidad de cambiar su orientación política para obtener la libertad.
Un ritual que se realizaba todos los sábados por la noche en la prisión era la organización semanal de  “bailes”. Los prisioneros eran sacados de sus celdas y se les obligaba a cantar una canción de alabanza a Macias mientras bailaban sin parar alrededor de una fogata. Cuando un prisionero se cansaba y tropezaba, un guardia lo golpeaba con una barra de hierro calentada en las brasas del fuego. Después de cinco o seis horas de baile, los prisioneros, ya en un estado mental precario, eran conducidos nuevamente hacia el interior de sus celdas. Un episodio de esta naturaleza especialmente recordado se denomina "El Baile de Mokom", y ocurrió el 11 de diciembre de 1976 cuando las autoridades de la prisión, por iniciativa del jerarca carcelero Salvador Ondó Elá, obligaron a un grupo de prisioneros detenidos por un intento de golpe de Estado a bailar una danza tradicional fang llamada "Mokom", mientras les golpeaban.
También se obligaba a los reclusos a practicar forzosamente actos sexuales, siendo las mujeres además violadas con frecuencia.
Entre los métodos de tortura utilizados se encontraban "El balanceo" (atar al prisionero por los pies y mantenerlo colgado mientras se le golpeaba), "Las tablillas" (se colocaban tablillas de madera a ambos lados de las pantorrillas, los tobilllos y las plantas de pie del preso, apretándolas entre sí mediante cuerdas), "Los grillentes" (anillos de metal cerrados en las muñecas del preso) y "El rombo" (presionar los codos del detenido sobre su espalda hasta juntarlos, para luego atarlos en esa posición). Dada la brutalidad de estos métodos, muchos presos murieron mientras los padecían.
Gran parte de los fallecidos durante de la dictadura de Macías pasaron por la prisión. En aquella época, el alcaide de ésta era el sobrino de Macías, Teodoro Obiang Nguema Mbasogo. Diversas fuentes señalan que el propio Obiang era el encargado de organizar interrogatorios y juicios sumarísimos durante las noches (en una habitación llamada "La Oficina"), los cuales a menudo terminaban en ejecuciones. Otros funcionarios del régimen de Macías que estaban presentes durante las ejecuciones e interrogatorios eran Bonifacio Nguema Esono Nchama (Vicepresidente) y Carmelo Bico (jefe de policía). Otro funcionario muy importante de la cárcel era Salvador Ondó Elá, anciano sargento juzgado junto a Macías en 1979 que se caracterizaba por tener un perro pastor con el que torturaba a los presos.  Con frecuencia se organizaban además trabajos forzados y riñas donde los prisioneros se mataban entre ellos. El último sobreviviente de esta pelea era liquidado por el guardia de turno. Entre los trabajos forzados se contaban trabajar en las fincas de cacao y limpiar la pista de aterrizaje del Aeropuerto de Malabo.
Durante el régimen de Macías, existía un sistema carcelario que dividía a los presos en brigadas A, B y C. La primera era el destino para opositores y culpables de supuestos golpes de estado, quienes finalmente eran ejecutados extrajudicialmente; la segunda, para quienes habían tenido algún problema o criticado al Gobierno; sus miembros podían ser transferidos a la ‘A’. Por último, la ‘C’, agrupaba a delincuentes comunes. Todos debían cumplir trabajos forzados, sin alimentación y en condiciones higiénicas extremas. La alimentación y vestimenta de los presos corría por cuenta de sus familias, y éstas muchas veces no recibían los cadáveres una vez que sus seres queridos eran ejecutados. Se dice que con frecuencia el propio Macías visitaba la cárcel y, teniendo la convicción de que a los presos se les trataba "demasiado bien", las ejecuciones aumentaban. Este hecho fue totalmente desmentido por Macías durante su juicio en 1979, asegurando que no tenía conocimiento de lo que ocurría en las cárceles. Otros autores también concuerdan en que Macías no estaba presente allí. Sin embargo, durante el juicio se probó todo lo contrario.
Tras el golpe de Estado de 1979, mediante el cual Macías fue derrocado y Obiang asumió el poder, todos los presos políticos fueron liberados. Tras ser juzgado y condenado a muerte por los crímenes cometidos durante su dictadura, Macías fue ejecutado en esta prisión el 29 de septiembre de 1979 junto a otros cinco condenados.
Sin embargo, desde entonces la situación en la prisión no cambió. Varios opositores al régimen de Obiang han sido encarcelados, entre ellos Severo Moto Nsá, Felipe Ondo Obiang, Weja Chicampo, Martín Puye (fallecido en la prisión), Plácido Micó y más recientemente Ramón Esono Ebalé.
Playa Negra tiene un grupo de presos extranjeros condenados por participar en 2004 en un fallido intento de golpe de Estado contra del presidente de Guinea Ecuatorial, Teodoro Obiang Nguema. Entre ellos estuvieron Nick du Toit y Simon Mann, el presunto cabecilla, hasta que fue liberado por un indulto presidencial el 2 de noviembre de 2009, por razones humanitarias.

## Reclusos notables
- † Francisco Macías
- † Miguel Eyegue
- † Rafael Upiñalo
- † Bonifacio Ondó Edú
- † Edmundo Bossio
- † Martín Puye
- † Saturnino Nkogo
- Cristino Seriche Bioko
- Salvador Elá Nseng
- Agustín Nze Nfumu
- Gaspar Gomán
- Eloy Eló
- Weja Chicampo
- Fabián Nsue
- Felipe Ondo Obiang
- Plácido Micó
- Nick du Toit
- Simon Mann
- Ramón Esono Ebalé
- Cipriano Nguema Mba
- Joaquín Elo Ayeto
- Francisco Ballovera Estrada